# Сугоклиевка
Сугоклиевка (укр. Сугокліївка) — село в Кетрисановской сельской общине Кропивницкого района Кировоградской области Украины.
До 2020 года входило в Бобринецкий район
Население по переписи 2001 года составляло 511 человек. Почтовый индекс — 27216. Телефонный код — 5257. Занимает площадь 1,043 км². Код КОАТУУ — 3520887001.